# Gaspar van Wittel

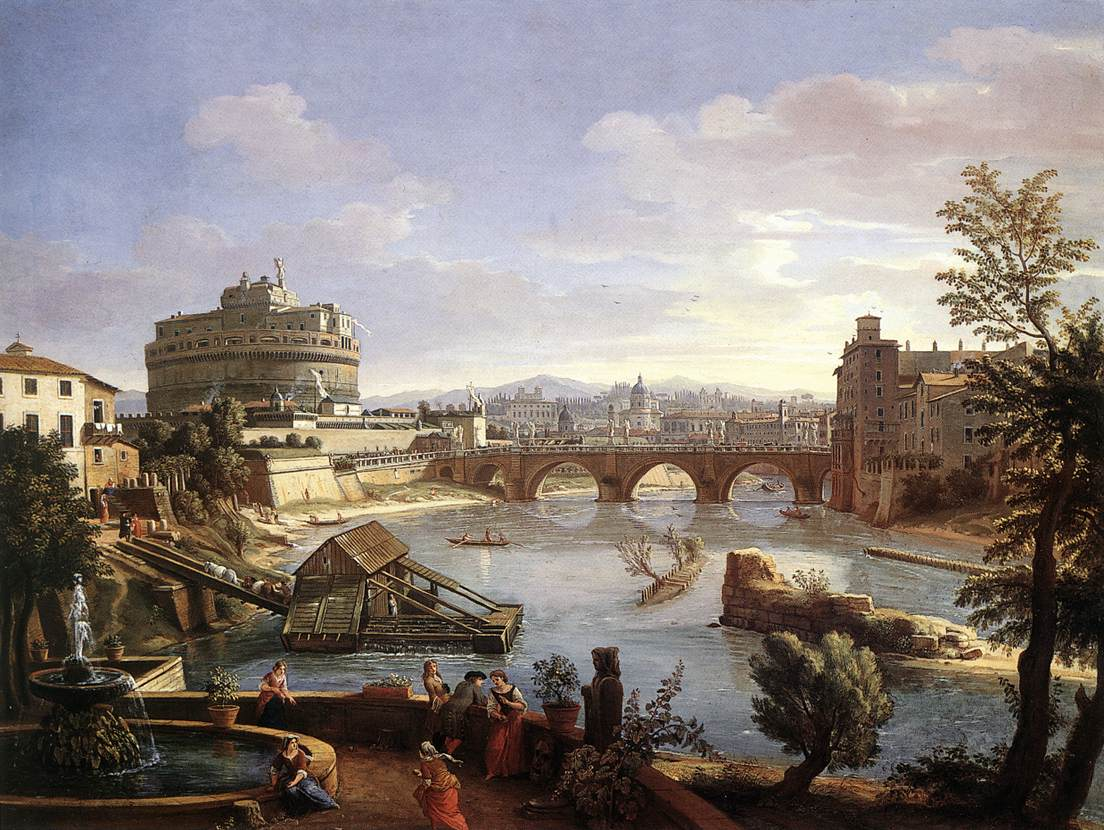
El Castel Sant'Angelo des del sud, de Caspar van Wittel, dècada del 1690

Gaspar van Wittel, nascut Caspar Adriaensz van Wittel, després Gaspare Vanvitelli i Gasparo degli Occhiali, (Amersfoort, 1653 – Roma, 13 de setembre de 1736) va ser un pintor de paisatges neerlandès.
Va estudiar pintura a la seua ciutat natal d'Amersfoort. Les seues primeres obres conegudes van ser realitzades a Hoorn l'any 1672, però després es va traslladar a Roma amb la seua família al voltant de 1675 i hi va desenvolupar la seua carrera. A Amersfoort, probablement va rebre la influència dels pintors paisatgistes neerlandesos, com ara Jan van der Heyden i Gerrit Berckheyde.
Es va casar a Roma l'any 1697, i va romandre en aquesta ciutat la major part de la seua vida, tot i que entre 1694 i 1710 va viatjar per tot Itàlia i va pintar a Florència, Bolonya, Ferrara, Venècia, Milà, Piacenza i Nàpols. És un dels principals pintors de vistes topogràfiques conegudes com a vedute. El seu fill Luigi va esdevenir un famós arquitecte i va portar el cognom italianitzat de la família: Vanvitelli.
En la biografia de Luigi, s'afirma que son pare va nàixer al juliol de 1656, però la tomba de Van Wittel a Roma indica que va morir a l'edat de 83 anys, l'any 1736.

## Antologia parcial
- Vedute de Nàpols i Roma[1] incloent:
  - Trinità dei Monti
  - Vil·la Medici
  - Porta Pinciana
  - Piazza del Popolo
  - Muralles de Roma a la ribera del Tíber
  - Ponte Sisto